# روس تومبكينز
روس تومبكينز (بالإنجليزية: Ross Tompkins)‏ هو عازف بيانو أمريكي، ولد في 13 مايو 1938 في ديترويت في الولايات المتحدة، وتوفي في 30 يونيو 2006 في سانت أوغسطين في الولايات المتحدة بسبب سرطان الرئة.

## وصلات خارجية
- روس تومبكينز على موقع IMDb (الإنجليزية)
- روس تومبكينز على موقع ميوزك برينز (الإنجليزية)
- روس تومبكينز على موقع أول ميوزيك (الإنجليزية)
- روس تومبكينز على موقع ديسكوغز (الإنجليزية)